# Eyot
Eyot ist eine serbische Fusionjazz-Band. Das Quartett, das eine eklektische, nicht auf ein Genre bezogene Musik spielt und international tourt, wurde 2008 in Niš gegründet.
2009 gehörte Eyot zu den Gewinnern der Umbria Jazz Balkanic Windows Competition; die Gruppe trat auf so unterschiedlichen Festivals wie dem Nisville Jazz Fest, dem World of Jazz in Dubai, dem DOKfest in München, dem Alarma Punk Jazz in Sofia oder dem Veisa Jazz in Saransk auf. 2012 gewann sie den Wettbewerb auf dem Midem Off Festival in Cannes.

## Diskografie
- 2010: Horizon (Ninety and Nine Records, 2011 Magnatune)[2]
- 2013: Drifters (Neuklang Records)[3]
- 2014: Similarity (Ninety and Nine Records)[4]
- 2017: Innate (Ninety and Nine Records)[5]
- 2020: 557799 (Ropeadope Records)[6]